# Мир бизнес банк
«Мир Бизнес Банк» (ранее «Мелли Иран», иногда «Мир-бизнес банк») — российский банк со 100 % участием иностранного капитала, учредителем и единственным акционером которого являлось ОАО «Банк Мелли Иран» (Тегеран, Национальный банк Ирана); банк был зарегистрирован в январе 2002 года, получив лицензию на осуществление банковских операций от Центрального банка РФ № 3396 от 15 апреля. На данный момент единственный банк в РФ, осуществляющий прямые платежи с Ираном. У банка есть филиал в Астрахани; и операционный офис в Казани. В октябре 2017 года предполагалось использовать инфраструктуру банка для интеграции с банковской платежной системы Ирана Shetab Banking System. В ноябре 2018 года банк (англ. Mir Business Bank) оказался в числе финансовых учреждений, вошедших в санкционный список Казначейства США.